# Aconibe
Aconibe (o Akonibe) è una città della Guinea Equatoriale. Si trova nella Provincia Wele-Nzas, nella parte continentale del paese, e ha 11.192 abitanti.